# Hazlovská pahorkatina
Hazlovská pahorkatina – część Smreczan w powiecie Cheb, na pograniczu czesko-niemieckim. Jej powierzchnia wynosi 109 km². Najwyższym wzniesieniem jest Záhoř 744 m n.p.m.

## Podział
Hazlovská pahorkatina dzieli się na trzy części, są to:
- Velkolužská vrchovina
- Blatenská vrchovina
- Vojtanovská pahorkatina